# Drosophila maryensis
Drosophila maryensis este o specie de muște din genul Drosophila, familia Drosophilidae, descrisă de Gupta și Dwivedi în anul 1980. Conform Catalogue of Life specia Drosophila maryensis nu are subspecii cunoscute.